# Незнайомці у будинку (фільм)
«Незнайомці у будинку» (фр. Les Inconnus dans la maison) — французька кримінальна драма 1942 року, поставлена режисером Анрі Декуеном — перша з трьох екранізацій творів Жоржа Сіменона, виконаних режисером до «Людини з Лондона» (фр. L'homme de Londres, 1942) і «Правди про Бебе Донж» (фр. La vérité sur Bébé Donge, 1951).

## Сюжет
Ектор Лурса (Ремю), колись успішний адвокат, живе в провінційному містечку і потихеньку спивається після того, як багато років тому від нього пішла дружина. Одного разу він чує постріл і виявляє у своєму будинку труп. Починається розслідування. Лурса дізнається, що його донька Ніколь пов'язана з бандою молодиків, які часто порушують закон, — в основному, щоб побороти нудьгу. Новий член банди Еміль Маню, вихідець з дуже бідних кіл, збив на краденому автомобілі рецидивіста по прізвиську Великий Луї, який після цього вимагав з членів банди гроші. Еміль, що став коханцем Ніколь, тепер йде під суд за звинуваченням у вбивстві Великого Луї, чий труп знайдений у будинку Лурса. Лурса знову одягає адвокатську тогу і встає на захист Еміля, бо вірить в його невинність. Перед великою аудиторією він засуджує суспільство, що прийшло до занепаду і байдуже до молоді. Він знаходить справжнього винного: іншого члена банди на прізвище Люска, таємно закоханого в Ніколь і ревнуючого до Маню.

## У ролях
| Ремю          | ··· | Ектор Лурса  |
| Жульєтт Фабер | ··· | Ніколь       |
| Жан Тіссьє    | ··· | Дюкюп        |
| Жак Бомер     | ··· | Рожіссар     |
| Андре Рейбас  | ··· | Еміль Маню   |
| Жак Гретійя   | ··· | голова суду  |
| Таня Федор    | ··· | мадам Доссен |

| Марк Дольніц    | ··· | Едмон Доссен |
| Марсель Мулуджі | ··· | Ефраїм Люска |
| Габріель Фонтан | ··· | Фін          |
| Елена Мансон    | ··· | мадам Маню   |
| Ноель Роквер    | ··· | комісар Біне |
| Люсьєн Коедель  | ··· | Жо           |

## Ремейки
У 1967 році на екрани вийшов англійський ремейк режисера П'єра Рува «Чужий у будинку» (англ. Stranger in the House) з Джеймсом Мейсоном у головній ролі.